# Lången (Björsäters socken, Östergötland)
Lången är en sjö i Söderköpings kommun och Åtvidabergs kommun i Östergötland och ingår i Söderköpingsåns huvudavrinningsområde. Sjön är 17,4 meter djup, har en yta på 1,07 kvadratkilometer och befinner sig 65,2 meter över havet. Sjön avvattnas av vattendraget Storån.
År 1880 drogs en kanal vid Kinäs mellan Hövern och Lången av Norsholm-Bersbo Järnväg. Ett stickspår anlades från Höversby till en ångbåtsbrygga vid Höverns nordände. Minst fyra olika ångbåtar har gått i trafik på Hövern och Lången, bland andra HB. Ångbåtstrafiken på sjön upphörde på 1950-talet.

## Delavrinningsområde
Lången ingår i det delavrinningsområde (646902-151972) som SMHI kallar för Utloppet av Lången. Medelhöjden är 79 meter över havet och ytan är 16,39 kvadratkilometer. Det finns inga avrinningsområden uppströms utan avrinningsområdet är högsta punkten. Storån som avvattnar avrinningsområdet har biflödesordning 2, vilket innebär att vattnet flödar genom totalt 2 vattendrag innan det når havet efter 38 kilometer. Avrinningsområdet består mestadels av skog (74 procent). Avrinningsområdet har 1,06 kvadratkilometer vattenytor vilket ger det en sjöprocent på 6,4 procent.